# 波拉比斯拉夫人
波拉比斯拉夫人（發音：[ˈpɔwɔpskɛ ˈswɔwʲanɨ]）是一個統稱，適用於生活在今天德國東部的易北河沿岸的許多萊基特人（西斯拉夫）部落。大致的領土北起波羅的海，西起薩勒河和薩克森界牆，南起厄爾士山和西蘇台德，東起波蘭。他們也被稱為易北河斯拉夫人（德語：Elbslawen）或文德人。他們的名字來源於斯拉夫語po（意思是“旁邊/旁邊/沿著”）和易北河的斯拉夫語名稱（捷克語中的Labe和波蘭語中的Łaba）。
波拉比斯拉夫人於6世紀開始在現代德國境內定居。自9世紀以來，他們在很大程度上被撒克森人和丹麥人征服，隨後被納入並逐漸融入神聖羅馬帝國。在接下來的幾個世紀裡，這些部落逐漸日耳曼化和同化。索佈人是波拉布斯拉夫人唯一保留其身份和文化的後裔。